# جشن الماس

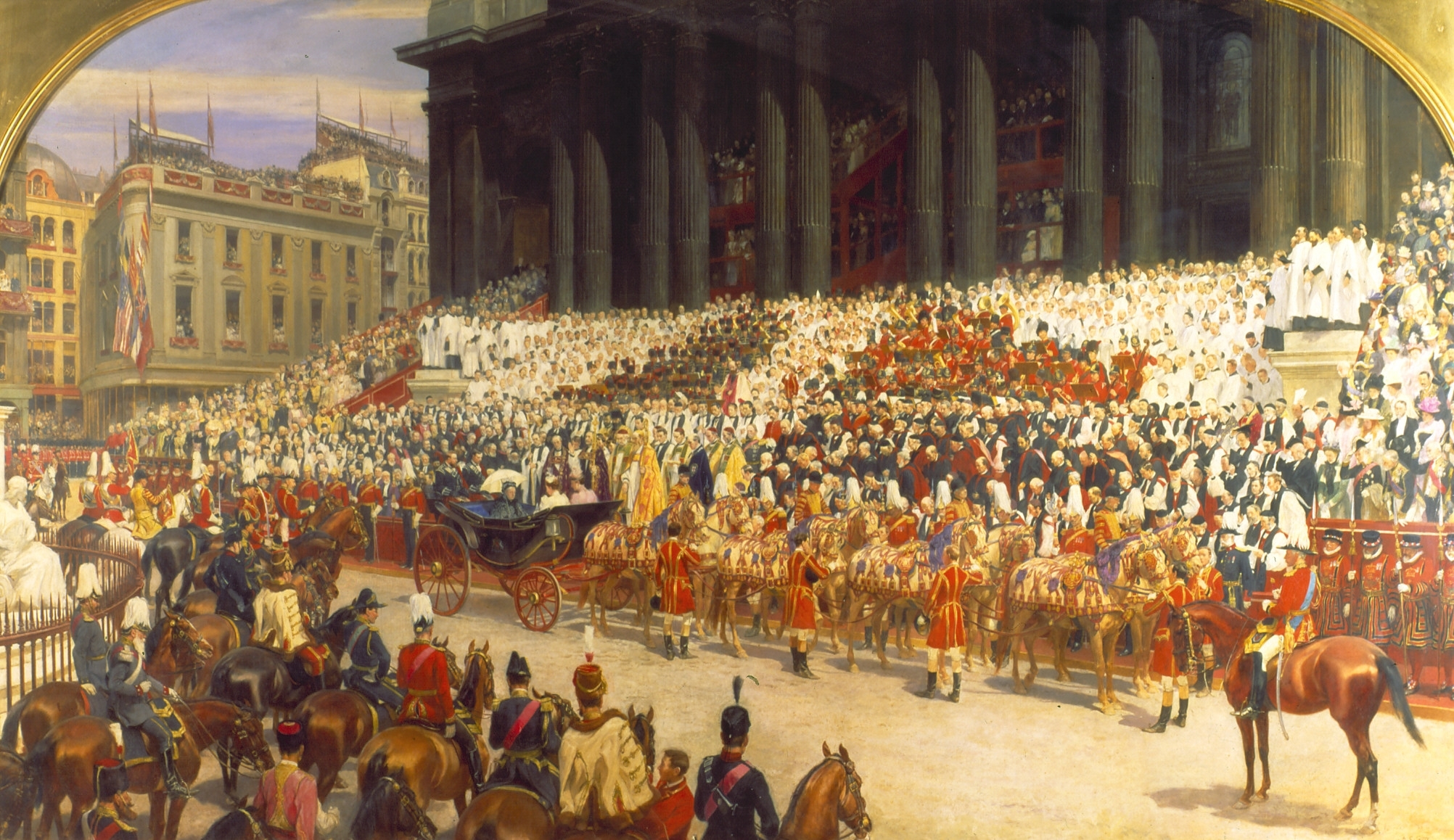
تشریفات جشن الماس ملکه ویکتوریا، ۲۲ ژوئن ۱۸۹۷

جشن الماس ملکه الیزابت دوم

جشن الماس (انگلیسی: Diamond jubilee) برای شصتمین سالگرد یک رویداد با اهمیت مربوط به یک فرد (به عنوان مثال، نشستن بر تخت سلطنت یا ازدواج و امثال آنها) یا شصتمین سالگرد تأسیس نهاد، برگزار می‌شود. این اصطلاح هم چنین برای هفتاد و پنجمین سالگرد مورد استفاده قرار می‌گیرد، هر چند طول دوره امید به زندگی انسان، باعث می‌شود این اصطلاح به‌طور معمول بیشتر برای نهادها به کار گرفته شود.

## فهرست جشن‌های الماس
| حکمران                   | قلمرو                                                            | روز نیل به مقام | بزرگداشت        | اطلاعات بیشتر                                   |
| ------------------------ | ---------------------------------------------------------------- | --------------- | --------------- | ----------------------------------------------- |
| ملکه ویکتوریا            | پادشاهی متحد بریتانیای کبیر و ایرلند و الباقی امپراطوری بریتانیا | ۲۰ ژوئن ۱۸۳۷    | ۲۲ ژوئن ۱۸۹۷    | جشن الماس ملکه ویکتوریا                         |
| امپراتور فرانتس یوزف یکم | امپراطوری اتریش، اتریش-مجارستان                                  | ۲ دسامبر ۱۸۴۸   | ۱۲ ژوئن ۱۹۰۸    |                                                 |
| یوهان دوم                | لیختن اشتاین                                                     | ۱۲ نوامبر ۱۸۵۸  | ۱۹۱۸            |                                                 |
| سلطان ابراهیم            | جوهور                                                            | ۷ سپتامبر ۱۸۹۵  | ۱۷ سپتامبر ۱۹۵۵ |                                                 |
| پادشاه سبهوزای دوم       | اسواتینی                                                         | ۱۰ دسامبر ۱۸۹۹  | ۱۹۵۹            |                                                 |
| امپراتور هیروهیتو        | ژاپن                                                             | ۲۵ دسامبر ۱۹۲۶  | ۲۹ آوریل ۱۹۸۶   |                                                 |
| پادشاه بومیپول آدولیاده  | تایلند                                                           | ۹ ژوئن ۱۹۴۶     | ۱۰ ژوئن ۲۰۰۶    | بزرگداشت شصتمین سالگرد پادشاهی بومیپول آدولیاده |
| ملکه الیزابت دوم         | بریتانیا، استرالیا، کانادا و نیوزیلند                            | ۶ فوریه ۱۹۵۲    | ۲–۵ ژوئن ۲۰۱۲   | جشن الماس الیزابت دوم                           |
| ملکه الیزابت دوم         | جامائیکا                                                         | ۶ اوت ۱۹۶۲      | ۶ اوت ۲۰۲۲      |                                                 |